# Aziz Baloul
Aziz Baloul est un homme politique algérien, né en Algérie dans la wilaya de Tizi-Ouzou.

## Biographie
Aziz Baloul est né en 1953 dans la wilaya de Tizi-Ouzou.

## Parcours politique
Aziz Baloul a adhéré au Front des forces socialistes (FFS) depuis sa création,.
Durant son parcours militant, il a été élu membre du conseil national depuis le premier Congrès.
Il a été élu président de la commission de règlement des conflits.
Il a été aussi nommé président du comité de recours du FFS.

## Instance présidentielle du FFS
Aziz Baloul est membre de l'Instance présidentielle du FFS depuis le cinquième congrès tenu en 2013.
Le Front des forces socialistes (FFS) avait élu le 25 mai 2013, au troisième et dernier jour des travaux de son 5e congrès, sa nouvelle direction formée d'une instance présidentielle composée de cinq membres que sont Mohand Amokrane Cherifi, Ali Laskri, Rachid Hallet, Aziz Baloul et Saïda Ichalamène. 
Les 1044 congressistes du parti avaient élu à la majorité écrasante, dans un vote à main levée, l'unique liste proposée à la candidature pour la constitution de l'instance présidentielle et comportant les noms cités, dont Aziz Baloul.

### Vidéo
- [vidéo] « Table ronde du FFS sur le développement local », sur YouTube.